# Stelis nigrita
Stelis nigrita är en biart som först beskrevs av Fabricius 1775.  Stelis nigrita ingår i släktet pansarbin, och familjen buksamlarbin. Inga underarter finns listade i Catalogue of Life.